# Venom: The Last Dance
Pour les articles homonymes, voir Venom.
Série Sony's Spider-Man Universe
Madame Web
(2024) Kraven le Chasseur
(2024)
Série Venom
Venom: Let There Be Carnage
(2021)
Pour plus de détails, voir Fiche technique et Distribution.
Venom 3: The Last Dance (Venom : La dernière danse) est un film américain réalisé par Kelly Marcel et sorti en 2024. Il fait suite à Venom (2018) et Venom 2: Let There Be Carnage (2021).
Il s'agit du cinquième film de l'univers partagé Sony's Spider-Man Universe. Le film est écrit et réalisé par Kelly Marcel, qui fait ses débuts de réalisatrice.
Le film débute alors qu'Eddie et Venom sont en fuite au Mexique après leur récente bataille contre Carnage. Le meurtre de Patrick Mulligan fait la une des journaux internationaux et Eddie est désigné comme le principal suspect, ce qui va le pousser à se rendre à New York pour essayer de se disculper. Parallèlement, Knull, une divinité primordiale, redoutable créateur des symbiotes, envoie les Xénophages dans l'univers pour récupérer le Codex, que détiennent Eddie et Venom, et qui lui permettra de sortir de sa prison ancestrale.

## Synopsis
Eddie Brock, transporté dans l'univers de Peter Parker avec son symbiote Venom, est très impressionné du nombre de super-héros qui s'y trouvent. En raison du dernier sort du Dr Strange, Eddie est renvoyé dans son monde, ignorant qu'il a laissé par inadvertance une partie du symbiote derrière lui.
Le film s'ouvre sur Eddie Brock et le symbiote Venom, plongés dans une atmosphère trouble, accoudés au bar d’une petite ville mexicaine. La scène est imprégnée de fatigue et de tensions après leur récente confrontation avec Carnage. Ivre, Venom s’exprime bruyamment, attirant l’attention des autres clients du bar, tandis qu’Eddie, visiblement las, tente de rester discret. Ce moment de répit est de courte durée : une alerte aux informations sur la télévision suspendue derrière le bar annonce que Patrick Mulligan a été retrouvé mort. Les journalistes identifient Eddie comme le principal suspect, l’obligeant à fuir encore une fois.
Eddie et Venom décident de se rendre à New York pour enquêter et blanchir Eddie. Ils ignorent cependant qu'une force plus sombre et plus ancienne les traque. Cette créature, connue sous le nom de Xénophage, est un prédateur redoutable qui vise à récupérer un mystérieux artefact biologique appelé Codex. Ce Codex s’est formé en Eddie lorsqu'il a été ressuscité par Venom, rendant leur lien unique et dangereux.
Pendant ce temps, au sein de l'Imperium, une installation gouvernementale secrète dirigée par le soldat Rex Strickland dans la Zone 51, l’attention des autorités s’oriente également vers Venom et le Codex. Strickland, qui surveille les activités de divers symbiotes capturés, voit son projet menacé par les événements récents. Mulligan, qui a miraculeusement survécu à Carnage, est capturé et enfermé dans cette base secrète, où il est relié à un nouveau symbiote. Ses souvenirs et son lien avec Venom éveillent l'intérêt de Strickland et des chercheurs, le Dr Teddy Payne et Sadie Christmas, qui espèrent percer les secrets des symbiotes et du Codex.
Alors qu’Eddie et Venom, accrochés au flanc d’un avion à destination de New York, traversent un désert, le Xénophage attaque en plein vol. Contraints de sauter de l’avion, ils s’écrasent dans un champ isolé. Dans ce contexte désespéré, Venom révèle enfin à Eddie l’existence de Knull, l’entité maléfique enfermée par les symbiotes, et l’importance du Codex que porte Eddie en lui. Épuisés, Eddie et Venom continuent leur périple en direction de Las Vegas, où ils rencontrent Martin Moon, un hippie excentrique qui, fasciné par les extraterrestres, accepte de les emmener avec sa communauté jusqu’à la Zone 51.
Parallèlement, Strickland est informé des intentions de Knull concernant le Codex. Il comprend que seul le sacrifice d’Eddie ou de Venom pourrait neutraliser cette menace. Alors qu’Eddie et Venom arrivent à Las Vegas, ils croisent Mme Chen, la propriétaire de leur ancien magasin, en vacances dans un casino. Venom, dans un moment de relâchement, partage une danse improbable avec Mme Chen, offrant une touche de légèreté avant que la situation ne tourne au chaos. Le Xénophage, implacable, les retrouve, et cette fois Strickland et ses soldats parviennent à séparer Venom d’Eddie, les conduisant de force dans la Zone 51.
À l'intérieur de cette base mystérieuse, Eddie est réuni avec Mulligan, dont le lien avec un nouveau symbiote le rend imprévisible et dangereux. Sadie, réalisant l'ampleur de la menace que représente le Xénophage, relâche Venom qui se relie à Eddie juste à temps. Leur réunion attire immédiatement le Xénophage vers eux, déclenchant une confrontation terrifiante. Dans un geste héroïque, Venom libère les autres symbiotes enfermés, et ceux-ci se lient aux scientifiques, y compris Sadie, pour affronter le Xénophage. Cependant, le Xénophage, ayant maintenant signalé la présence du Codex à Knull, reçoit bientôt le renfort d'autres Xénophages à travers des portails dimensionnels, submergeant les symbiotes et leurs hôtes.
Conscient de l’ampleur du danger et déterminé à empêcher la libération de Knull, Venom prend une décision déchirante : il se sacrifie en fusionnant avec les Xénophages, les entraînant dans des cuves d'acide dans la base. Il fait ses adieux à Eddie et l’expulse de la zone d’impact juste avant que Strickland, mourant, ne déclenche une série de grenades, anéantissant la base et détruisant tout ce qui s'y trouve. Payne, l'un des chercheurs, se lie à un autre symbiote pour sauver Sadie de l'explosion, tandis qu’Eddie, inconscient, est transporté hors des débris.
À son réveil dans un hôpital militaire, Eddie apprend qu’il a été officiellement pardonné pour ses actions en Zone 51, à condition de maintenir le silence sur les événements. Libéré mais marqué par la perte de Venom, il retourne à New York, contemplant la Statue de la Liberté dans une scène poignante, se remémorant son fidèle symbiote et les moments intenses qu’ils ont partagés.
Scène inter-générique
Knull annonce triomphalement que l’univers est désormais sans défense contre lui.
Scène post-générique
Alors que le barman mexicain capturé par les hommes de Strickland s’échappe paniqué des ruines calcinées de la Zone 51, un cafard noir, symbole de survie, rampe parmi les débris à côté d’une fiole brisée contenant les dernières traces du symbiote Venom, laissant entrevoir que l'histoire de Venom pourrait bien se poursuivre.

## Fiche technique
Sauf indication contraire, les informations mentionnées dans cette section peuvent être confirmées par la base de données cinématographiques IMDb,  présente dans la section « Liens externes ».
- Titre original : Venom: The Last Dance
- Réalisation : Kelly Marcel
- Scénario : Kelly Marcel, d'après une histoire de Tom Hardy et Kelly Marcel, d'après le personnage Venom créé par David Michelinie et Todd McFarlane édités chez Marvel
- Costumes : Daniel Orlandi
- Photographie : Fabian Wagner
- Production : Avi Arad, Tom Hardy, Kelly Marcel, Hutch Parker, Amy Pascal et Matt Tolmach

Producteur délégué : Joseph M. Caracciolo Jr.
- Sociétés de production : Arad Productions, Columbia Pictures, Hutch Parker Entertainment, Marvel Entertainment, Matt Tolmach Productions, Pascal Pictures et Sony Pictures Releasing
- Sociétés de distribution : Sony Pictures Releasing (États-Unis), Sony Pictures Releasing France (France)
- Budget : 120 millions (estimé) de $US
- Pays de production :  États-Unis
- Langue originale : anglais
- Format : couleur
- Genre : super-héros, action, science-fiction
- Dates de sortie[1] :
  - Belgique : 23 octobre 2024
  - États-Unis : 25 octobre 2024
  - France : 30 octobre 2024
  - Suisse romande : 23 octobre 2024

## Distribution
- Tom Hardy (VF : Jérémie Covillault ; VQ : Paul Sarrasin) : Eddie Brock / Venom
- Chiwetel Ejiofor (VF : Frantz Confiac ; VQ : Fayolle Jean Jr.) : le général Rex Strickland
- Juno Temple (VF : Diane Dassigny ; VQ : Kim Jalabert) : Dr. Teddy Payne / Agony
- Clark Backo (en) (VF : Esthèle Dumand ; VQ : Naïla Louidort) : Sadie Christmas / Lasher
- Stephen Graham (VF : Laurent Maurel ; VQ : Frédéric Desager) : Patrick Mulligan / Toxin
- Rhys Ifans (VF : Christian Gonon ; VQ : François Sasseville) : Martin Moon, un hippie passionné d'extraterrestres
- Alanna Ubach (VF : Claire Guyot ; VQ : Aline Pinsonneault) : Nova Moon, la femme de Martin
- Hala Finley (en) (VF : Elia-Carmine Robbe ; VQ : Estelle Fournier) : Echo Moon, leur fille
- Dash McCloud (VQ : Léo Côté) : Leaf Moon, leur fils
- Peggy Lu (en) (VF : Heling Li ; VQ : Claudine Chatel) : Mme Chen
- Cristo Fernández (en) (VF : Emmanuel Garijo ; VQ : Nicolas Centeno Benoît) : le barman
- Ivo Nandi (VF : Diego Asensio ; VQ : Manuel Tadros) : Javier
- Andy Serkis (VF : Serge Biavan) : Knull (voix et capture de mouvement)
- Reid Scott (VF : Eilias Changuel ; VQ : François Godin) : Figure Mystérieuse (voix, donne les ordres à Strickland) (crédité au générique de fin, sous le nom de Dan Lewis)

SourceAlloDoublage ; version québécoise (VQ) sur Doublage.qc.ca

## Production

### Genèse et développement
Tom Hardy révèle en août  2018 qu'il a signé pour trois films Venom
. En septembre 2021, l'acteur annonce que les producteurs vont continuer à développer des films au sein du Sony's Spider-Man Universe mais qu'ils sont également intéressés par des crossover avec l'univers cinématographique Marvel. Andy Serkis, réalisateur de Venom: Let There Be Carnage (2021), exprime ensuite son envie de faire le 3e film et évoque le potentiel pour faire d'autres films où le personnage pourrait même croiser Spider-Man. En octobre 2021, Tom Holland (interprète de Spider-Man) révèle avoir discuté avec la productrice Amy Pascal de reprendre son rôle dans un film Venom. En décembre 2021, Amy Pascal annonce que Venom 3 est en plein développement.
Lors de la CinemaCon d'avril 2022, Sony Pictures confirme que le projet est en cours
. En juin 2022, Tom Hardy révèle que Kelly Marcel, scénariste des deux précédents films Venom, a coécrit l'histoire avec lui. Plus tard dans l'année, elle est annoncée comme réalisatrice, une première pour elle. La production est quant à elle assurée par Avi Arad, Matt Tolmach, Amy Pascal, Hutch Parker et Tom Hardy. Il est précisé que le film viendra conclure les films Venom en une trilogie.

### Attribution des rôles
En avril 2023, Juno Temple est annoncée dans un rôle non précisé. Elle est rejointe le mois suivant par Chiwetel Ejiofor.
En février 2024, Clark Backo rejoint le film.

### Tournage
Le tournage débute le 26 juin 2023 dans la région de Murcie en Espagne et se déroule notamment à Carthagène et dans le parc régional de Calblanque,. La production est cependant stoppée mi-juillet 2023 en raison de la grève SAG-AFTRA. Lorsque la grève des acteurs prend fin, début novembre 2023, Sony annonce un report de la sortie, alors que les prises de vues reprennent le 16 novembre 2023,.
Le tournage se déroule également à Londres et Los Angeles,,. En février 2024, Juno Temple révèle que le tournage est presque terminé.
La première bande annonce est sortie le 3 juin 2024. La 2e bande annonce est sortie le 12 septembre 2024, révélant la présence de Knull, le roi des symbiotes, à l'écran.

## Sortie
Venom: The Last Dance devait initialement sortir le 12 juillet 2024 puis la sortie est repoussée à octobre 2024 en raison des grèves de 2023 à Hollywood,. La sortie américaine a lieu le 25 octobre 2024.